# 三会村
三会村（みえむら）は、長崎県の島原半島にあった村。南高来郡に属した。1955年（昭和30年）に南隣の島原市へ編入した。
現在の島原市の中北部にあたる。

## 地理
島原半島の東部に位置する。当地は古くは「三江」とも表記され、地内を流れる金洗川・西川・中河川の川尻に3つの入江がある様子から地名が生まれたとされる。
- 山：江丸、飯洞岩、櫓木山、ホウノ木山
- 台地：三会原
- 河川：西川、金洗川、中野川、今井川、寺中川、小橋川、中河川

## 沿革
- 1889年（明治22年）4月1日 - 町村制施行により、南高来郡三会村が単独村制にて発足。
- 1913年（大正2年）9月24日 - 島原鉄道線が延伸開業し、当村域に三会駅が設置される。
- 1955年（昭和30年）4月1日 - 島原市に編入し、三会村は自治体として消滅。

## 地名
名を行政区域とする。三会村は1889年の町村制施行時に単独で自治体として発足したため、大字は無し。
なお、三会村では名の名称を十干に置き換えて表記する。
- 甲 ／ 木崎名（きさき）
- 乙 ／ 中原名（なかばる）[4]
- 丙 ／ 寺中名（じちゅう）

## 交通

### 鉄道
島原鉄道
- 島原鉄道線

（大三東村） - 三会駅 - （島原市）

## 名所・旧跡
- 礫石原（くれいしばる）遺跡
- 景華園遺跡[5]